# كبلر-33b
كليبر 33 بي (بالإنجليزية: Kepler-33b)‏ الذي يرمز له بالرمز KOI-707.05، هو كوكب خارج المجموعة الشمسية، في كوكبة الدجاجة (كوكبة)، يتبع Kepler-33 ‏.

## الاكتشاف
اكتشف في 26 يناير 2012، وكانت طريقة الاكتشاف طريقة العبور.